# 핵물리학

핵물리학(核物理學, 영어: nuclear physics)은 원자핵을 연구하는 물리학의 분과다. 이름에 ‘핵’이 들어가기 때문에 원자물리학(atomic physics)과 혼동되기도 하지만, 다른 분야다.
핵물리학의 시작에 대해서는 의견이 분분하다. 1896년에 앙리 베크렐이 방사선을 발견하면서 시작되었다고 하기도 하고, 1911년에 어니스트 러더포드가 원자는 양전하를 띤 핵과 핵을 둘러싸는 전자로 구성되어 있음을 밝히면서 시작되었다고도 한다.
오늘날 핵물리학의 영역은 점점 확대되고 있다. 핵 자체가 가지고 있는 특성, 핵 속에 존재하는 핵자들 사이의 상호작용, 경입자와 중간자, 핵자의 상호작용, 핵자를 구성하는 쿼크와 글루온의 상호작용 등이 모두 핵물리학의 영역이며, 더 나아가 일반 모형의 옳고 그름을 판단하는 도구로도 사용된다.

## 역사
핵 물리학 분야는 원자 물리학분야와는 다른 분야이다. 핵 물리학의 역사는 1896년 우라늄염에서 인광현상을 연구하던 앙리 베크렐이 방사선의 발견하면서 시작된다.
톰슨에 의한 전자의 발견은 원자가 내부 구조를 가진다는 것을 의미했다. 20세기의 전환점에서 채택된 원자의 모형은 톰슨의 원자 모형이었다. 그 원자는 양전하를 띄며 음전하를 가진 전자를 포함한다. 전환점에서 물리학자들은 또한 원자로부터 발산하는 세 종류의 방사선을 발견해냈다. 그것들은 각각 알파선, 베타선, 감마선으로 명명되었다. 오토 한의 1911년 실험과 1914년에 제임스 채드윅에 의해서 베타 붕괴 스펙트럼이 분리 되지 않고 연속적이라는 사실을 발견해냈다. 즉 감마선과 알파선 붕괴에서 관측되는 분리된 에너지로 보다는 전자는 원자로부터 특정한 범위의 에너지로 방출된다. 이 사실은 에너지 보존 법칙이 성립하지 않았기 때문에 그 당시 핵 물리학계에서 문제였다.
1905년에 아인슈타인은 질량 에너지 등가성을 공식화시켰다. 앙리 베크렐과 마리 퀴리에 의한 방사선 연구가 먼저 있었지만 방사선 에너지의 원천에 대한 설명은 핵 자신이 더 작은 구성요소인 핵자로 구성되어있다는 발견을 기다려야만 했다.

### 러더퍼드의 팀의 핵 발견
1907년에 어니스트 러더퍼드는 "Radiation of the α Particle from Radium in passing through Matter"을 편찬했다. 한스 가이거는 왕립 협회에서 러더퍼드와 함께 알파 입자가 공기, 알루미늄 호일과 금박을 통과시키는 실험으로 이 연구를 확장시켰다. 더 많은 연구가 1909년에 한스 가이거와 어니스트 마르스덴에 의해 편찬되었다. 그리고 더욱 크게 확장된 연구가 1910년에 가이거에 의해 편찬되었다. 1911~1912년에 러더퍼드는 한 실험을 설명하기 위해 왕립협회에 갔다. 그리고 우리가 지금 이해하고 있는 새로운 원자 핵 이론을 제출했다.
이 발표에 있어서 중요한 실험이 1910년 멘체스터 대학에서 시행되었다. 러더퍼드의 팀이 놀라운 가이거-마르스덴 실험을 한 것이다. 이 실험은 한스 가이거와 어니스트 마르스덴이 러더퍼드의 감독 아래에서 알파 입자(헬륨 원자핵)을 얇은 금박에 쏘아준 실험이었다. 톰슨의 원자 모형은 알파 입자의 궤적이 아주 약간 빗겨나가며 금박에서 나와야한다고 예측했다. 러더퍼드는 충격 받을 만한 것을 그의 팀이 실제로 관측하여 찾도록 시켰다. 약간의 입자는 큰 각도로 산란되었다. 심지어는 완전히 반대인 것도 있었다. 그는 이 실험을 티슈 페이퍼에 총알을 쏘아서 튕겨 돌아오는 것에 비유했다. 1911년에 러더포드 데이터의 해석에서 시작된 그 발견은 마침내 러더퍼드 원자 모형을 탄생시켰다. 그 원자는 아주 작고 원자의 대부분의 질량을 가진 밀집된 핵이다. 그리고 전하의 균형을 맞추기 위해 끼워진 전자를 가지며 양전하의 입자로 구성되어있다. 예를 들어 이 모델에서, 질소 14N는 14개의 양성자와 7개의 전자를 가진 핵으로 구성되었다. 그리고 핵은 7개의 궤도를 도는 또 다른 전자에 의해 둘러싸여져있다.
핵 스핀이 프란코 라세티에 의해 발견되기 전 까진 러더포드 모델이 주로 사용되었다. 1929년에 캘리포니아 공과 대학교에서 1925년까지는 양성자와 전자는 1/2의 스핀을 가진다고 알려졌고 질소 14N의 러더퍼드 모형에서, 21개의 핵 입자 중 20개는 서로 다른 것들의 스핀을 상쇄하기 위해서 짝지어져야했다. 그리고 마지막 홀수의 입자는 1/2의 순수한 회전의 상태여야만 했다. 그러나 라세티는 질소14N는 1의 스핀을 가졌다는 것을 알아냈다.

### 채드윅이 중성자 발견
1932년에 제임스 채드윅(Sir James Chadwick)과 발터 보테(Walther Bothe)와 Herbert Becker, 이렌 졸리오퀴리(Irène Joliot-Curie), 프레데리크 졸리오퀴리(Jean Frédéric Joliot-Curie)에 의해 관측되었다는 방사선이 사실은 양성자와 거의 같은 질량을 가진 중성의 입자에 의한 것임을 깨달았다. 그것은 중성자라고 명명되었다. 같은 해에 러시아의 이론물리학자인 이바넨코는 중성자들이 사실 1/2 입자의 스핀이고 핵은 중성자를 포함한다고 주장했다. 양성자에 의한 질량이 아님을 설명하기 위해서 그리고 중성자와 양성자에는 전자가 없다고 주장했다. 중성자의 스핀은 즉시 질소 14N의 스핀 문제를 해결했다. 이 모델에서 한 짝지어지지 않은 양성자와 한 짝지어지지 않은 중성자 각각이 같은 방향으로 1/2의 스핀을 했고 전체 스핀이 1이 되었다.
중성자의 발견으로 과학자들은 마침내 각 핵이 가진 결합 에너지의 부분을 계산 할 수 있게 되었다. 그것을 구성한 양성자와 중성자를 이용해서. 이 방법으로 계산된 핵질량과 핵 반응이 측정되었을 때의 차이점은 아인슈타인의 질량 에너지 등가와 오차 1퍼센트 이내의 높은 정확성으로 일치하였다.

### 유카와의 중간자 (핵을 결합시킨다고 가정)
1935년 유카와 히데키는 핵이 서로를 어떻게 끌어당기는지 설명하기 위해 처음으로 강한 상호작용에 관한 중요한 이론을 제안했다. 유카와 상호 작용에서, 나중에 중간자라고 불린 가상의 입자는 중성자와 양성자를 포함하는 모든 핵자 사이에서 힘을 중개한다. 이 힘이 왜 핵들이 양성자의 전기적 반발에 의해 분리되지 않는지를 설명한다. 그리고 또한 왜 양성자간에서 강한 상호작용력이 전자기 상호작용력보다 더 제한된 범위를 가지는 것을 설명 해준다. 나중에 중간자 중의 하나인 파이온의 발견이 유카와의 입자의 성질을 가진다는 것을 보여줬다.
유카와의 논문에서, 원자의 현대 모델은 완벽했다. 원자의 중심에는 강력에 의해 묶인 중성자와 양성자의 단단한 구체가 있다. 너무 크거나 양성자와 중성자의 개수의 비가 불안정 하다면 핵은 붕괴하려 한다. 불안정한 핵은 3가지의 붕괴방법 사용하여 안정된 상태로 이동한다. 양성자2개와 중성자2개의 짝인 헬륨원자핵을 방출하는 알파 붕괴를 하거나, 또는 핵에 있는 양성자를 중성자로 전환 하거나 중성자를 양성자로 전환하는 베타 붕괴를 한다. 또한 특정 핵종들의 경우 입자선을 배출하는 경우가 아닌 감마선을 방출하여 안정된 상태로 가려하는 감마 붕괴 현상이 나타난다.
강한 상호작용과 약한 상호작용의 이해를 위한 연구에서 물리학자들은 핵과 전자를 아주 높은 에너지에서 충돌시켰다. 이 연구는 약력, 강력, 전자기력을 설명하는 표준 모형의 크라운 쥬웰인 소립자 물리학이 되었다.

## 현대 핵물리학
중핵자는 수백 개의 핵자를 가질 수 있다. 추측해보면, 양자 역학 보단 뉴턴 역학으로써 간주 될 수 있다. 물방울 모형에서, 핵은 표면 장력과 양성자의 전기적 반발으로부터 부분적으로 증가하는 에너지를 가지고 있다. 물방울 모형은 핵 분열의 현상뿐만 아니라 질량수와 관련된 일반적인 결합 에너지의 경향을 포함하여 핵의 여러 특징들을 설명할 수 있다.
그러나 양자 역학 효과는 이 고전적인 그림에 중첩 되어 있다. 그것은 마리아 메이어의 큰 부분이 발달된 핵 껍질 모델을 사용함으로써 설명되었다. 중성자와 양성자의 특정한 숫자를 가진 핵은 그들의 껍질이 채워져 있기 때문에 특히 더 안정하다.
다른 더 정교한 핵 모델도 제안되었다. 예를 들면, 전자의 쿠퍼 쌍과 유사하게 중성자와 양성자의 쌍이 보손처럼 상호작용 한다는 상호 작용 보존 모델이 있다.
핵 물리학에서 현재 연구의 많은 부분은 극한 상황에서의 핵의 연구와 관련이 있다. 예를 들면 들뜸 에너지와 높은 회전이 있다. 핵은 또한 럭비 공과 비슷한 극단적인 모양과 중성자-양성자 비율을 가질 수 있다. 연구자들은 이온 빔을 입자 가속기에서 사용하여 인공적으로 유도된 분열 또는 핵자 변환 반응으로 그러한 핵을 만들어 낼 수 있다.
훨씬 더 높은 에너지를 가진 빔은 아주 높은 온도에서 핵을 만드는데 사용될 수 있다. 그리고 이 실험이 보통의 핵 물질로부터 상전이와 새로운 상태인 쿼크-글루온 플라즈마 상태를 만들었다는 증거가 있다. 거기서 쿼크들은 중성자와 양성자에 있는 것처럼 세 개로 분리되는 것 보다는 다른 것과 섞이게 된다.

### 핵 붕괴
80개의 원소는 절대로 붕괴한다고 관측되지 않는 적어도 하나의 안정한 동위원소를 가지고 있다. 그 수는 전체 약 254개이다. 하지만 수 천 개의 동위원소들은 불안정한 특징을 가지고 있다. 이 방사성 동위원소는 수천분의 1초에서 몇 주, 몇 년, 수 백 만년 혹은 수 억 년에 걸쳐 붕괴된다.
핵의 안정성은 그것이 중성자와 양성자 비율이 특정한 비율에 있을 때 가장 안정하다. 너무 적거나 너무 많은 중성자는 오히려 원자를 붕괴시킬 수 있다. 예를 들어 베타 붕괴에서 질소16N 원자 (7개의 양성자와 9개의 중성자)는 생성된지 수 초만에 산소16N으로 바뀐다. (8중성자와 8양성자). 이 붕괴에서 질소 핵 안에 있는 중성자는 양성자, 전자와 반중성미자로 약한 상호작용에 의해 전환된다. 원소는 새로 생성된 양성자를 얻음으로써 다른 원소로 변형된다.
알파 붕괴에서 방사성 원소는 헬륨 원자핵(2양성자와 2중성자)를 방출함으로써 붕괴한다. 많은 경우에 이 과정은 다른 타입의 붕괴를 포함하여 안정한 원소가 생성 될 때까지 이러한 종류의 몇몇의 과정을 거쳐서 진행된다.
감마 붕괴에서, 들뜬 상태에서 더 낮은 에너지 상태로 감마선을 방출함으로써 핵은 붕괴한다. 원소는 감마 붕괴 과정에서 다른 원소로 바뀌지 않는다( 핵 변환 과정이 포함되어있지 않다)
더 많은 다른 붕괴도 가능하다. 예를 들어 내부 전환 붕괴에서 들뜬 상태의 핵에서 나오는 에너지는 궤도 안쪽의 전자를 원자로부터 떼어내는데 사용될 수 있다. 그 과정에서 베타 붕괴와는 달리 높은 속도의 전자를 생산한다. 또한 베타 붕괴와는 달리 한 원소가 다른 것으로 바뀌지는 않는다.

## 핵융합
핵 융합 과정에서, 두 개의 낮은 질량의 핵은 서로 아주 가깝게 접촉하게 된다. 그리고 강력이 이 둘을 융합시킨다. 이 때 두 핵 사이의 반발력을 이겨내기 위해서 큰 에너지를 필요로 한다. 그리하여 핵 융합은 오직 아주 높은 온도나 높은 압력에서만 일어날 수 있다. 과정이 일단 계속되기만 하면, 큰 양의 에너지는 방출되고 결합된 핵은 더 낮은 에너지 준위를 가지게 된다. 핵자 당 결합 에너지는 질량수가 올라감에 따라 증가한다. (니켈62N까지)
태양 같은 항성은 4개의 양성자가 헬륨 핵으로 되는 융합 과정을 통해 에너지를 공급받는다. 수소가 헬륨으로 될 때 통제 되지 않는 핵융합은 열핵 폭주라고 알려져 있다. 자연적인 핵 융합의 기원은 태양을 포함한 모든 항성들의 핵에서 생성되는 에너지와 빛이다.

### 핵 분열
핵분열은 핵융합 과정의 반대이다. 핵이 니켈62N보다 무겁다면 핵자 당 결합 에너지는 질량수가 올라감에 따라 감소한다. 그리하여 무거운 핵이 두 개의 더 가벼운 것들로 분열 될 때 에너지가 방출되는 것이 가능하다.
알파 붕괴의 과정은 본질적으로 자발적인 핵분열의 특별한 경우이다. 이 분열 과정은 아주 불균형하다. 왜냐하면 알파 입자를 구성하는 네 개의 입자는 특히 서로에 속박되어 있기 때문에 핵 분열중인 이 핵의 생산 확률을 높게 만든다. 분열 과정 중에 중성자를 생산하며 핵분열을 시작하기 위해서 쉽게 중성자를 흡수하는 특정한 가장 무거운 핵들에서는 스스로 불을 붙이는 중성자 시작 분열이 일어난다. 이는 소위 연쇄 반응이라고 불린다. 연쇄 반응은 물리에서 보다 화학에서 먼저 알려졌다. 그리고 사실 우리에게 많은 친근한 과정들인 불과 화학 폭발등은 화학적 연쇄 반응이다. 분열에서 생성된 중성자를 사용하는 핵 연쇄 반응은 핵 발전소와 분열 타입의 핵 폭탄의 에너지의 원천이다. 우라늄과 토륨과 같은 무거운 핵들은 또한 자발적인 분열과정을 겪을 수 있다 그러나 자발적인 분열 과정 보다는 알파 붕괴를 겪을 가능성이 훨씬 더 높다.
중성자 시작 연쇄 반응이 일어나기 위해서 특정한 조건 , 특정한 공간에 존재하는 원소의 임계 질량이 있어야 한다. 가장 작은 임계 질량의 조건은 방출 중성자와 중성자 감속재의 보존이다. 그래서 더 큰 중성자 단면적 또는 다른 분열을 시작하는 가능성이 있다. 아프리카의 가봉에서, 자연적인 핵 분열 원자로가 150만년 전부터 가동 중이었다. 자연적인 중성자 방출의 측정이 지구 코어로부터 발생하는 열의 거의 절반이 방사성 붕괴로부터 온다는 사실을 입증했다. 그러나 이러한 결과가 핵 분열 연쇄 반응으로부터 온지 아닌지는 알려져 있지 않다.

### 무거운 원소의 생산(원자 번호 5보다 큼)
빅뱅 후에 우주가 냉각 되었다는 이론에 따르면, 결국 요즘 흔한 아원자 입자들(중성자 양성자와 전자)가 존재하는 것이 가능해졌다. 아직까지 쉽게 관측가능하고 가장 흔한 입자 빅뱅에서 생산된 것은 양성자와 전자이다.(같은 수이다) 양성자는 결국에 수소 원자핵을 형성한다. 빅뱅 후 첫 3분 만에 빅뱅에서 생산된 거의 모든 중성자는 헬륨4N에 흡수된다. 그리고 이 헬륨은 오늘날 우주에서 발견되는 대부분의 헬륨의 이유를 설명해준다.
중성자와 양성자가 서로에게 충돌하면서 (리튬, 베릴륨, 그리고 아마 약간의 보론)이 생성되었다. 그러나 모든 “더 무거운 원소” (원소 번호 6이상)은 일련의 융합 과정을 거쳐서 별 내부에서 생성되었다. 예를 들어 양성자-양성자 연쇄반응, CNO 사이클 그리고 triple-alpha process 같은 것에서, 점점 더 무거운 원소들이 별의 진화 과정에서 생성되었다.
핵자 당 결합 에너지가 철 부근에서 최고치를 찍기 때문에 이 지점 아래에서 일어나는 핵 분열 과정에서 에너지가 방출된다. 핵 융합에 의한 더 무거운 핵의 생성이 에너지를 필요로 하기 때문에 자연에서는 중성자 포획 과정이 일어난다. 중성자는 전하의 부족 때문에 쉽게 핵에 의해 흡수될 수 있다. 무거운 원소는 느린 중성자 포획 과정(소위 s 과정이라고 불린다) 또는 빠른 중성자 포획 과정 (r 과정이라고 불린다) 둘중 하나에 의해 생성된다. s 과정은 덥고 고동치는 항성에서 일어난다. (AGB 또는 asymptotic giant branch stars 라고 불림) 그리고 가장 무거운 원소인 납과 비스무트에 도달하는데까지 수백~ 수 천년이 걸린다. r과정은 초신성 폭발에서 생성된다. 왜냐하면 초신성 폭발에서 높은 온도와 높은 중성자 유입이 있고 방출되는 물질의 상태가 존재하기 때문이다. 이러한 항성의 상태는 연속적인 중성자 포획을 아주 빠르게 만들어준다.

## 같이 보기
- 핵화학

## 출판 목록
- Nuclear Physics by Irving Kaplan 2nd edition, 1962 Addison-Wesley
- General Chemistry by Linus Pauling 1970 Dover Pub. ISBN 0-486-65622-5
- Introductory Nuclear Physics by Kenneth S. Krane Pub. Wiley
- N.D. Cook (2010). 《Models of the Atomic Nucleus》 2판. Springer. xvi & 324쪽. ISBN 978-3-642-14736-4. 2012년 4월 22일에 원본 문서에서 보존된 문서. 2014년 3월 25일에 확인함.
- Ahmad, D.Sc., Ishfaq; American Institute of Physics (1996). 《Physics of particles and nuclei》. 1-3 27 3판. University of California: American Institute of Physics Press. 209쪽.